# Dẽ đuôi nhọn
Dẽ đuôi nhọn (tên khoa học: Calidris acuminata) là một loài chim trong họ Scolopacidae.
Loài chim này sinh sống trong các vùng lãnh nguyên lầy lội của Đông Bắc Á và là loài di cư nhiều, chúng trú đông ở Đông Nam Á và Úc. Đây là loài hiếm khi di trú sang Bắc Mỹ, nhưng chỉ là loài lang thang ở Tây Âu.

## Hình ảnh

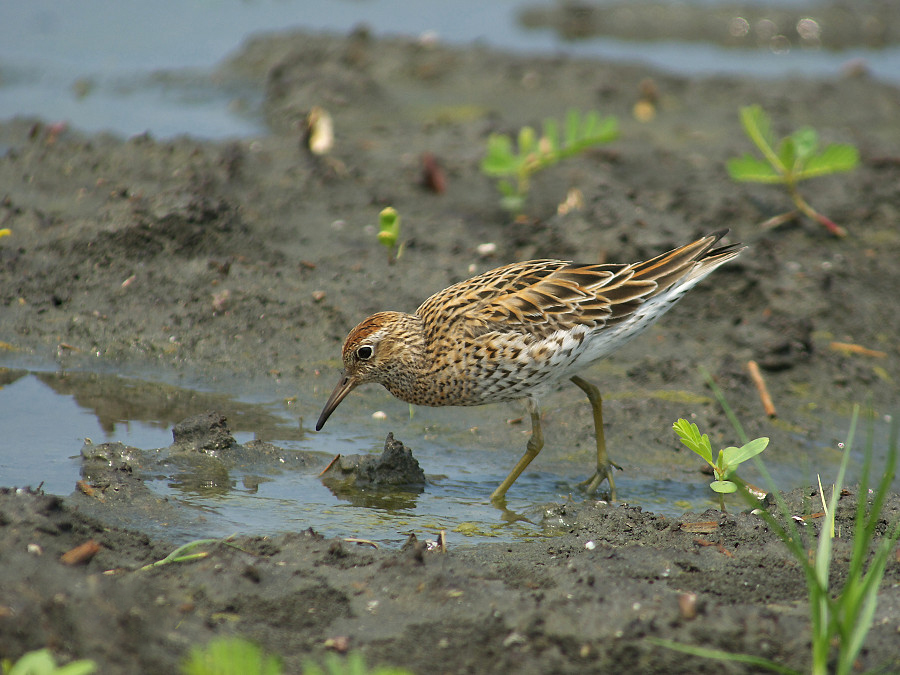
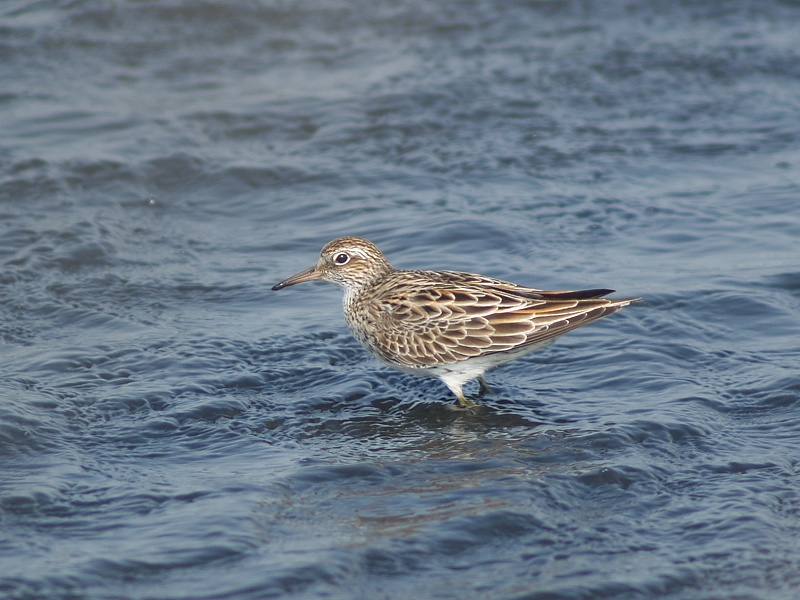